# خرابة صالح (السدة)

تعديل مصدري - تعديل

خرابة صالح هي إحدى قرى عزلة جبل حجاج بمديرية السدة التابعة لمحافظة إب، بلغ تعداد سكانها 446 نسمة حسب تعداد اليمن لعام 2004.